# Goldenberg Ridge
Goldenberg Ridge ist ein 1,3 km langer Gebirgskamm an der Budd-Küste des ostantarktischen Wilkeslands. Er ragt in nordwest-südöstlicher Ausrichtung an der Ostseite der Browning-Halbinsel bzw. vor dem südlichen Ende des Archipels der Windmill-Inseln auf.
Luftaufnahmen der US-amerikanischen Operation Highjump (1946–1947) und Operation Windmill (1947–1948) dienten seiner Kartierung. Das Advisory Committee on Antarctic Names benannte ihn 1963 nach dem Meteorologen Burton D. Goldenberg, welcher 1962 auf der Wilkes-Station tätig war.